# The Dust Brothers
The Dust Brothers — Лос-Анджелесские продюсеры «E.Z. Mike» (Michael Simpson) и «King Gizmo» (John King), ставшие известными в 1980-х за счёт своей музыки с использованием семплирования, и в особенности за работу над новаторскими альбомами Paul’s Boutique коллектива Beastie Boys и Odelay музыканта Бека.

## 1980-е
The Dust Brothers начали работать вместе на радиостанции «California college», проводя там еженедельные шоу о хип-хоп музыке под названием «King Gizmo & E.Z. Mike’s Big Beat Showcase».

## 1990-е
В 1996 году дуэт был приглашён на запись ремикс-альбома White Zombie Supersexy Swingin' Sounds
В 1998 году они были приглашёны режиссёром Дэвидом Финчером для написания музыки к фильму «Бойцовский клуб». На текущий момент этот саундтрек является их единственным релизом.
В 1999 дуэт продюсировал альбом рэп-группы 10 Cents под названием «Buggin Out», включающий сингл «Bubble Bath».
По другому разумению, саундтрек примечателен исключительно целиком как аудиально неотрывная составляющая атмосферы фильма.
Общее произведение режиссёра в качестве маэстро и музыкантов.

## 2000-е
В 2000-х успех The Dust Brothers продолжился: ещё одна совместная работа с Беком на альбоме Guero, с Tenacious D на их одноимённом дебюте, с Linkin Park в записи трека «With You» с дебютного альбома Hybrid Theory, проданного тиражом более чем в 24 миллиона экземпляров. The Dust Brothers создали ремикс на композицию «Winnetka Exit» группы Styles Of Beyond, продюсировали альбом The Else коллектива They Might Be Giants и работали также с некоторыми другими артистами.

## Замечания
- The Dust Brothers было также первоначальным названием коллектива The Chemical Brothers, которые хотели таким образом выразить почтение американскому дуэту. Им пришлось изменить своё название, когда возникла угроза судебного процесса с продюсером дуэта[2].